# Kahlenberg (Mülheim)

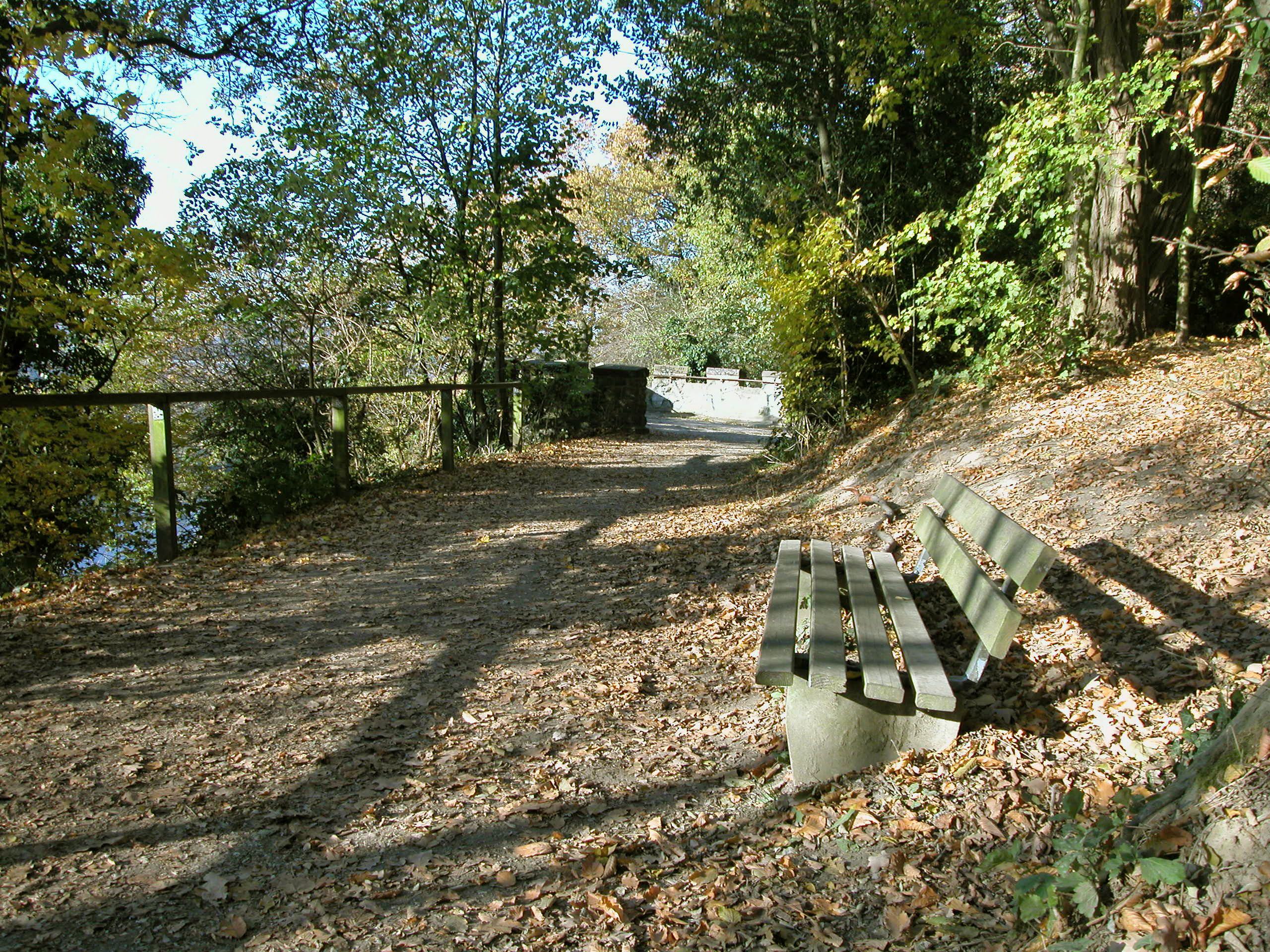
Fuß- und Radwanderweg über den Kahlenberg

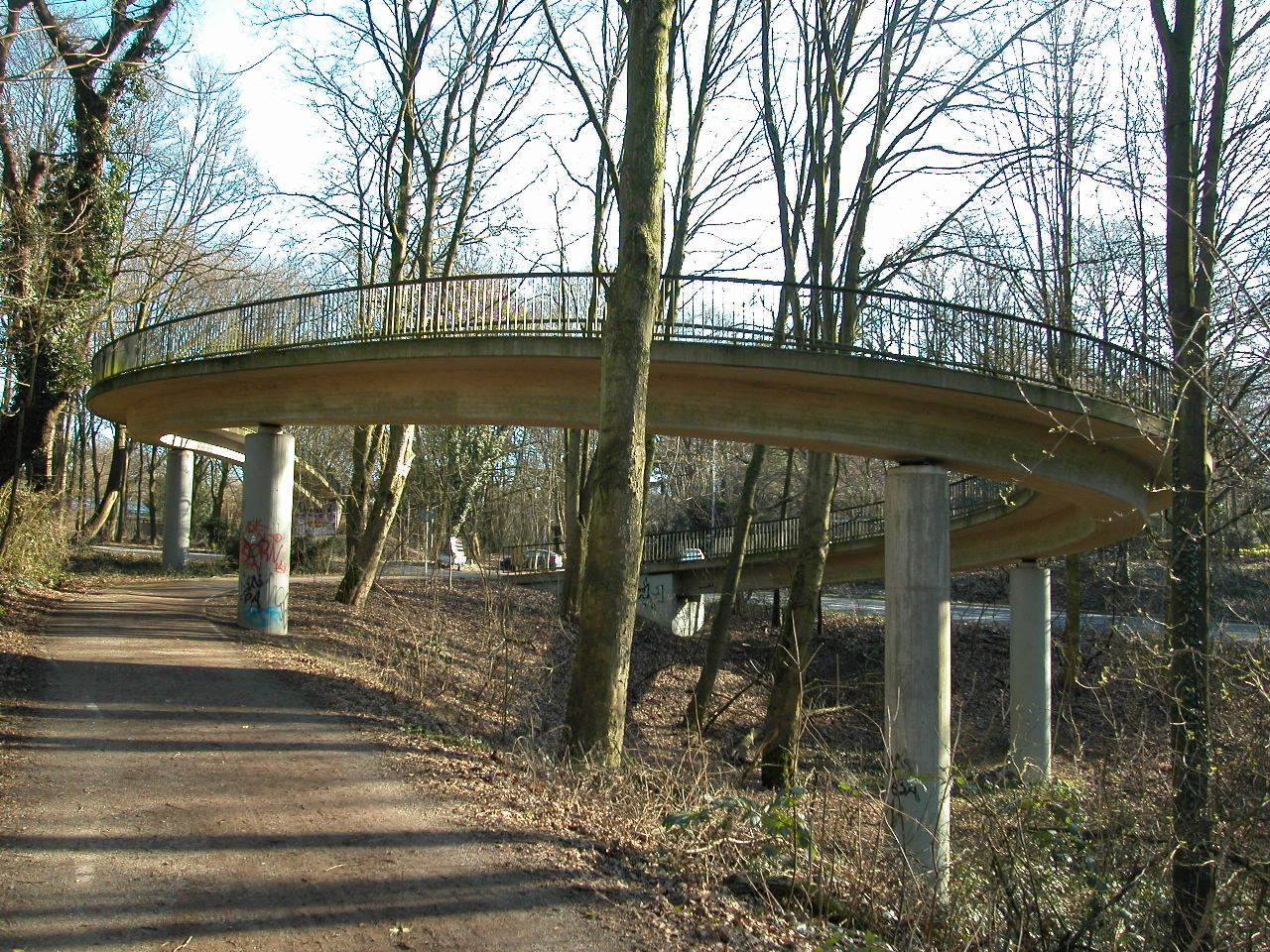
Fußgänger- und Fahrradbrücke über die B1 zum Witthausbusch

Der Kahlenberg im Süden von Mülheim an der Ruhr ist der letzte, ca. 90 m hohe Ausläufer des Rheinischen Schiefergebirges rechts der Ruhr, bevor diese in die Niederrheinische Tiefebene fließt. Während der obere flache Teil bebaut ist (Wohnbereich mit Sportplatz des Mülheimer Tennisvereins am Kahlenberg, Max-Planck-Institute für Kohlenforschung und Chemische Energiekonversion), wurde der südliche, ca. 100 m breite Streifen mit dem etwa 35 m hohen, teilweise steilen Abhang zur Ruhr in der Zeit zwischen 1879 und 1913 – ebenso wie der benachbarte Witthausbusch – vom Verschönerungsverein der Stadt als bewaldeter Erholungsbereich mit einem dichten Wegenetz eingerichtet. Inzwischen sind jedoch einige dieser Wege verfallen oder zugewachsen.
Im Westen auf einer Höhe von 70 m (30 m oberhalb der Ruhr), direkt neben der ehemaligen Stinnes-Villa Haus Urge, steht der Bismarckturm, der nach Süden, Westen und Norden einen guten Ausblick auf die Stadt Mülheim sowie darüber hinaus bis Oberhausen, Duisburg, Kettwig und Heiligenhaus bietet. Der Kahlenbergwald wird vom Witthausbusch durch die stark befahrene Bundesstraße 1 getrennt. Eine Brücke für Fußgänger und Radfahrer verbindet jedoch beide Bereiche.
Der Kahlenberg ist Namensgeber des gleichnamigen Tennisvereins "MTV Kahlenberg e.V.", der im Jahr 1891 von der Mülheimer Casinogesellschaft gegründet wurde.